# 柴科維奇

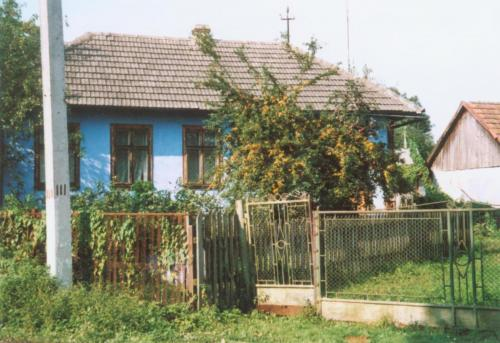

柴科維奇（烏克蘭語：Чайковичі），是烏克蘭西部的村莊，隸屬利維夫州的桑比爾區。該村始建於1349年，面積35.43平方公里，海拔高度288米，2024年人口1,466，人口密度每平方公里52.7人。
49°35′51″N 23°31′16″E / 49.59750°N 23.52111°E